# Mitsubishi A6M Zero
Mitsubishi A6M Zero (零式艦上戦闘機 rei-shiki-kanjou-sentouki?), denumit și Mitsubishi A6M Rei-sen sau Mitsubishi 12-shi, a fost un avion de vânătoare cu rază lungă de acțiune proiectat pentru a acționa de la bordul unui portavion (ambarcat). El s-a aflat în dotarea Serviciului Aeronaval al Marinei Imperiale Japoneze (大日本帝國海軍航空隊, Dai-Nippon Teikoku Kaigun Koukuu-tai) din 1940 până în 1945. A6M a fost denumit Zero de către Aliații celui de-al Doilea Război Mondial datorită proiectării sale drept "avion de vânătoare ambarcat de tip 0". Numele de cod oficial dat de Aliați era Zeke.
Când a fost introdus la inceputul celui de-al Doilea Război Mondial, Mitsubishi Zero era cel mai bun avion de vânătoare din lume, combinând o excelentă manevrabilitate cu raza sa lungă de acțiune. În operațiunile de combat timpurii, Zero și-a obținut reputația de "câine de vânătoare" reușind un raport record de 12 la 1 avioane doborâte dar, începând cu anul 1942, combinația de noi tactici precum și noile echipamente militare introduse de Aliați au permis piloților săi să se poată angaja în confruntări directe de pe poziții sensibil egale. Serviciul Aeronaval al Marinei Imperiale Japoneze a utilizat adesea Mitsubishi Zero și ca avion cu decolare de la sol. Prin 1943, moștenirea slăbiciunilor de proiectare și stagnarea tehnologică (în special la capitolul de putere generată de motor) au rezultat într-o eficiență tot mai scăzută a lui Zero în fața noilor avioane de vânătoare inamice care posedau o putere de foc mai mare, armură, viteză și o manevrabilitate comparabilă sau care se apropia mult de cea a lui Zero. În timpul ultimului an de serviciu activ Zero a fost utilizat în Războiul din Pacific în operațiuni kamikaze. În decursul războiului, Zero a fost construit într-un număr mai mare decât oricare alt avion japonez.

## Proiectare și dezvoltare

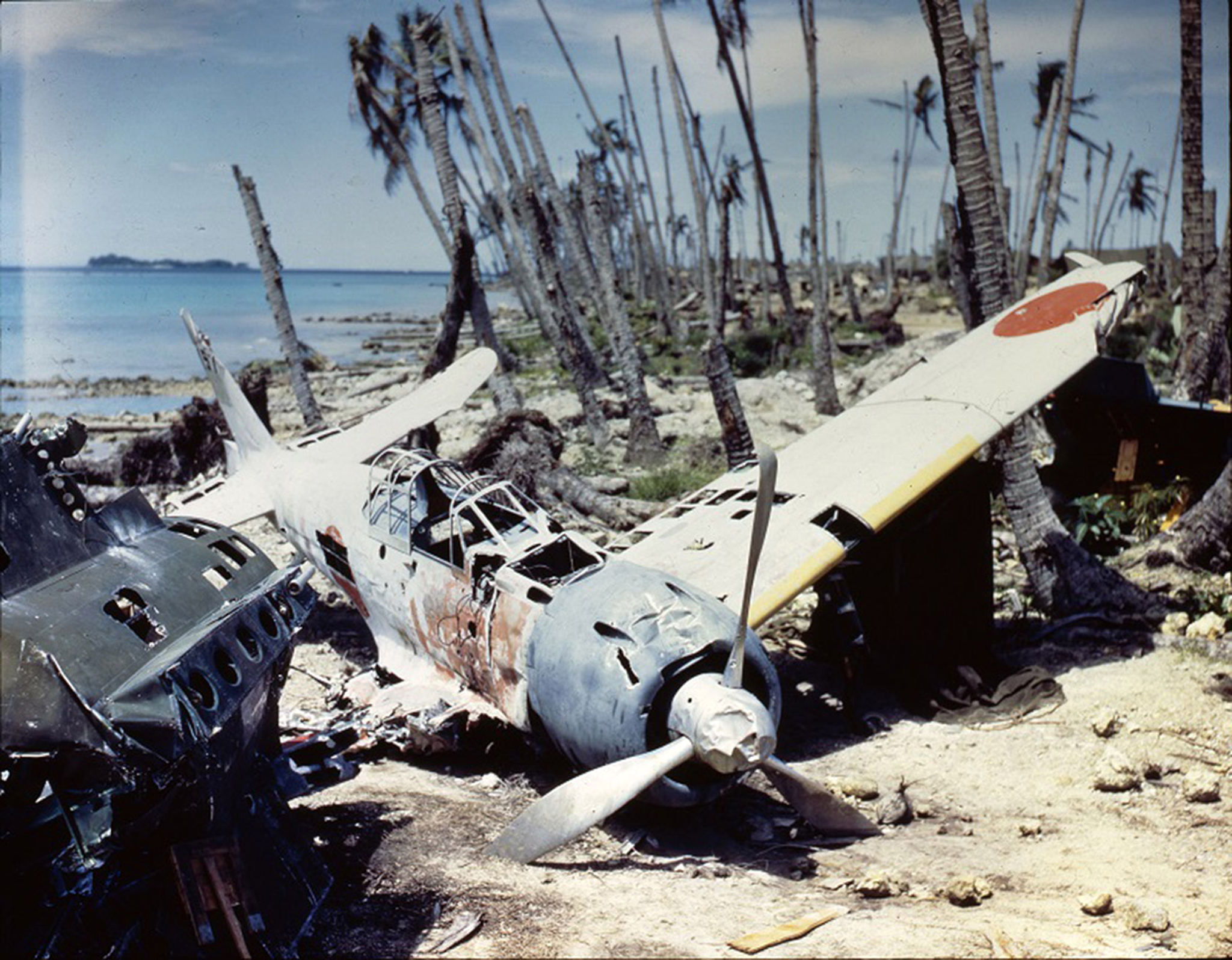
Epava unui Mitsubishi A6M3 Zero abandonat pe aeroportul Munda, Insulele Solomon, 1943

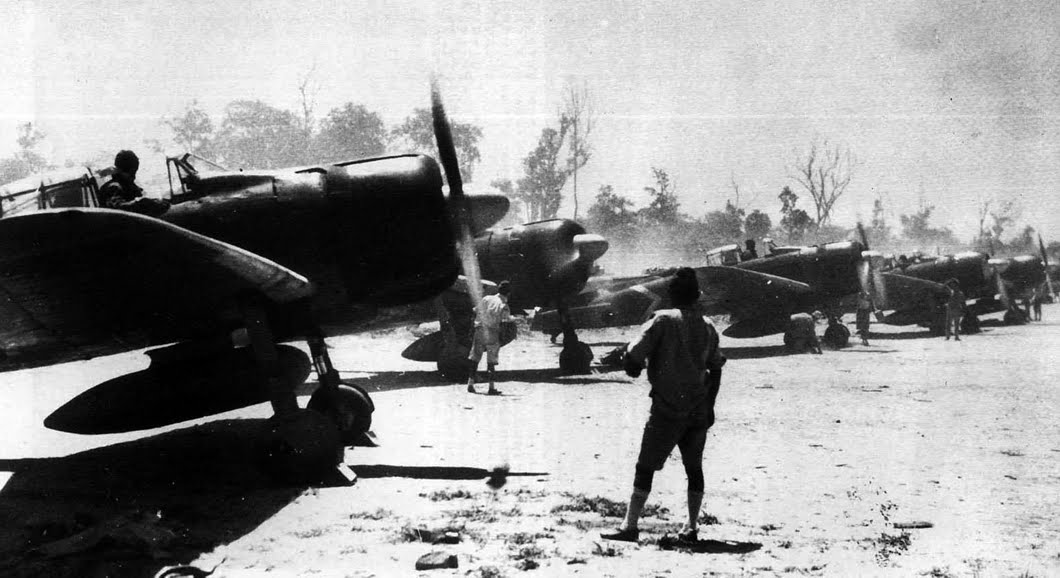
A6M2 Zero al portavionului Zuikaku pregatindu-se pentru o misiune la Rabaul

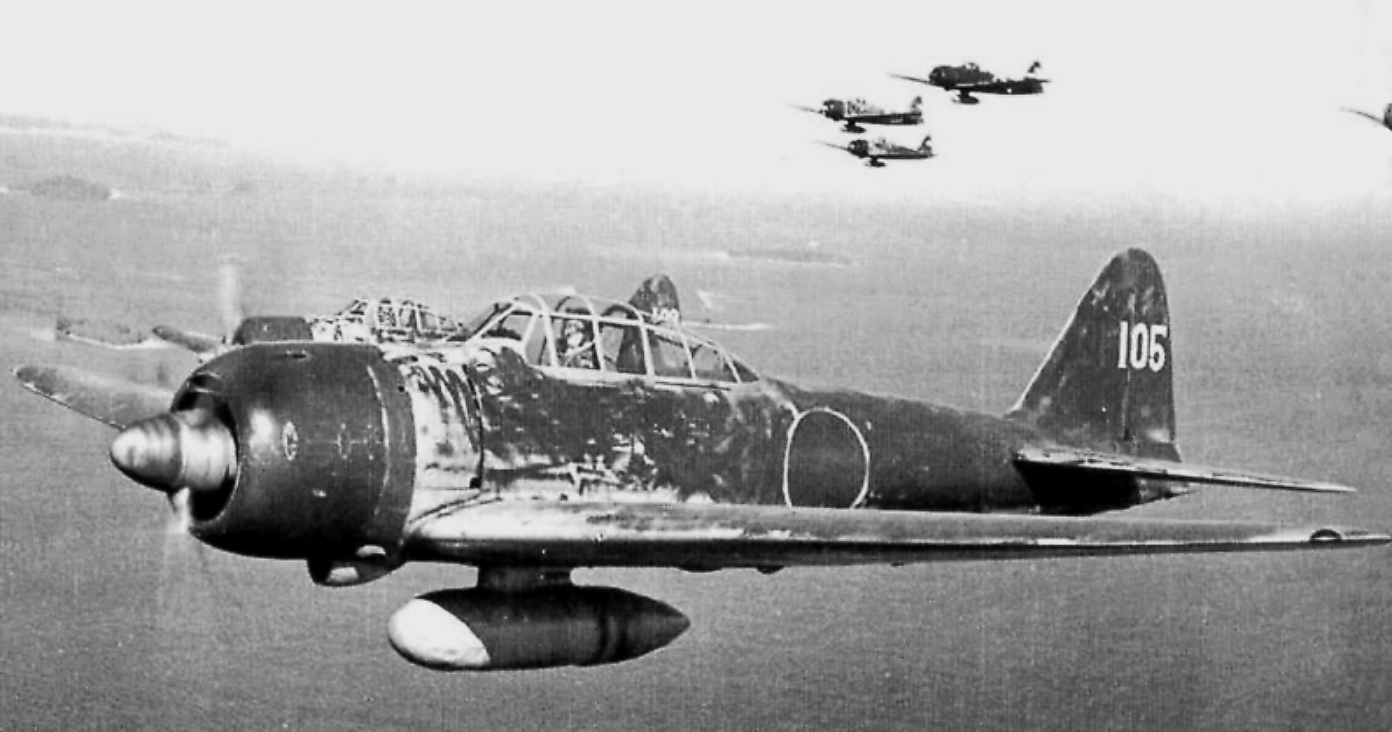
A6M3 Model 22 deasupra insulelor Solomon, 1943

Avionul de vânătoare Mitsubishi A5M tocmai intrase în serviciul activ la începutul anului 1937 când Marina Militară Imperială Japoneză a început să caute deja un înlocuitor. În mai au emis caietul de sarcini 12-Shi pentru un nou avion de vânătoare ambarcat și l-a trimis firmelor Nakajima și Mitsubishi. Ambele companii au început lucrul de proiectare în timp ce așteptau cerințele definitive să le fie transmise în următoarele luni. 
Bazându-se pe experiența lui A5M din China, Marina Militară a trimis cerințele în octombrie specificând viteza necesară de 500 km/h la altitudinea de 4.000 m și o putere ascensională de 3.000 m în 3,5 minute. De asemenea, se dorea testarea anduranței, avionul trebuia să reziste două ore la viteză normală și de la 6 la 8 ore în viteză de croazieră în modulul economic (ambele cu rezervoare detașabile). Armamentul trebuia să constea în două tunuri de 20 mm, două mitraliere de 7,7 mm și două bombe de 30 kg sau 60 de kg. Un set complet radio trebuia montat pe toate avioanele împreună cu un sistem radio de detecție a direcției pentru navigarea cu rază lungă. Manevrabilitatea specificată impunea minim egalarea performanțelor lui A5M, în vreme ce lungimea aripilor nu trebuia să depășească 12 metri pentru a se calibra cerințelor portavioanelor. Toate acestea trebuiau puse în aplicare cu motoarele disponibile la acea vreme, ceea ce a constituit o altă limitare, puterea lui Zero depășind foarte rar 1000 de cai putere în oricare din variantele sale.
Echipa Nakajima a considerat noile cerințe drept irealizabile și, în ianuarie, s-a retras din competiție. Proiectantul șef de la Mitsubishi, Jiro Horikoshi, a previzionat posibilitatea contruirii unui asemenea avion dar condiționată de reducerea greutății sale cât mai mult posibil și, în acest scop, a utilizat toate metodele posibile de economisire a greutății. Zero a fost contruit din aluminiu T-7178, un aliaj ultra-secret dezvoltat de japonezi special pentru acest avion. Era mai ușor și mai puternic decât aluminiul obișnuit utilizat la acea vreme, dar era și mai friabil. Mai mult, niciun fel de armură nu a fost utilizată pentru protecția pilotului, a motorului sau altor puncte nevralgice ale aparatului iar tehnologia de auto-sigilare a rezervoarelor de combustibil a fost ignorată. Acestea au facut din Zero mai usor, manevrabil și agil decât majoritatea avioanelor timpului său dar, în același timp, mult mai expus riscului incendierii și exploziei dacă era prins și lovit de tirul inamic.
Cu aripa de monoplan scurtă și joasă, cockpitul închis și trenul de aterizare retractabil, Zero beneficia de cel mai modern design din lume. Avea o putere ascensională ridicată încărcarea aripii de portanță fiind scăzută (forța de apăsare a aerului asupra aripii în sensul acțiunii forței de greutate, raportată la forța ascensională dată de aerul de potanță din sens invers, sub aripă); combinate cu greutatea sa ultra-ușoară confereau avionului o pierdere de viteză foarte mică în momentele de ascensiune și un mare unghi critic de atac. Cu 60 kn (110 km/h) la ascensiune, aparatul era extrem de manevrabil și beneficia de capacități de viraj și întoarceri foarte rapide, superioare oricărui avion de vânătoare al Aliaților. Coeficientul de rotații era sporit de un sistem ingenios dispus pe eleroane care aveau un contra-efect făcând controlul asupra acestora mult mai ușor. Dezavantajul era că la viteze mari eficiența de rotație era scăzută tinzând spre zero la 483 km/h.

### Nume
A6M este universal cunoscut drept Zero, denumirea dată tipului de clasei sale de Marina Militara Japoneză, Avion de Vânătoare Ambarcat Tip 0 (Rei shiki Kanjō sentōki, 零式艦上戦闘機), preluat din ultima cifră a anului Imperial 2600 (1940), anul în care a intrat în serviciu. În Japonia se foloseau neoficial și denumirile Rei-sen și Zero-sen; piloții japonezi foloseau cel mai frecvent denumirea Zero-sen.
Restul denumirii oficiale A6M reprezenta tipul bazei utilizate, portavioanele (de aici litera "A"), "6" pentru că era al șaselea model construit pentru Marina Militară Imperială și "M" de la numele companiei constructoare, Mitsubishi.
Numele de cod oficial utilizat de Aliați era Zeke, în buna tradiție de a da nume masculine avioanelor, nume feminine bombelor, nume de păsări transportoarelor aeriene de trupe și denumiri de arbori avioanelor de antrenament. Zeke a făcut parte din primul lot de nume provinciale stabilite de căpitanul Frank T. McCoy din Tennessee, care și-a dorit denumiri scurte, ușor de reținut și distinctive. Când s-a introdus codul Aliaților pentru avioanele de vânătoare japoneze în 1942, prima sa alegere a fost Zeke pentru Zero. Mai târziu, alte doua variante ale avionului au primit (nu imediat) propriile nume de cod: A6M2-N - versiunea hidroavion a lui Zero - era numit Rufe iar varianta A6M3-32 a primit inițial codul Hap. La obiecțiile generalului "Hap" Arnold, comandantul USAAF, numele a fost schimbat în Hamp.

## Istoricul operațiunilor

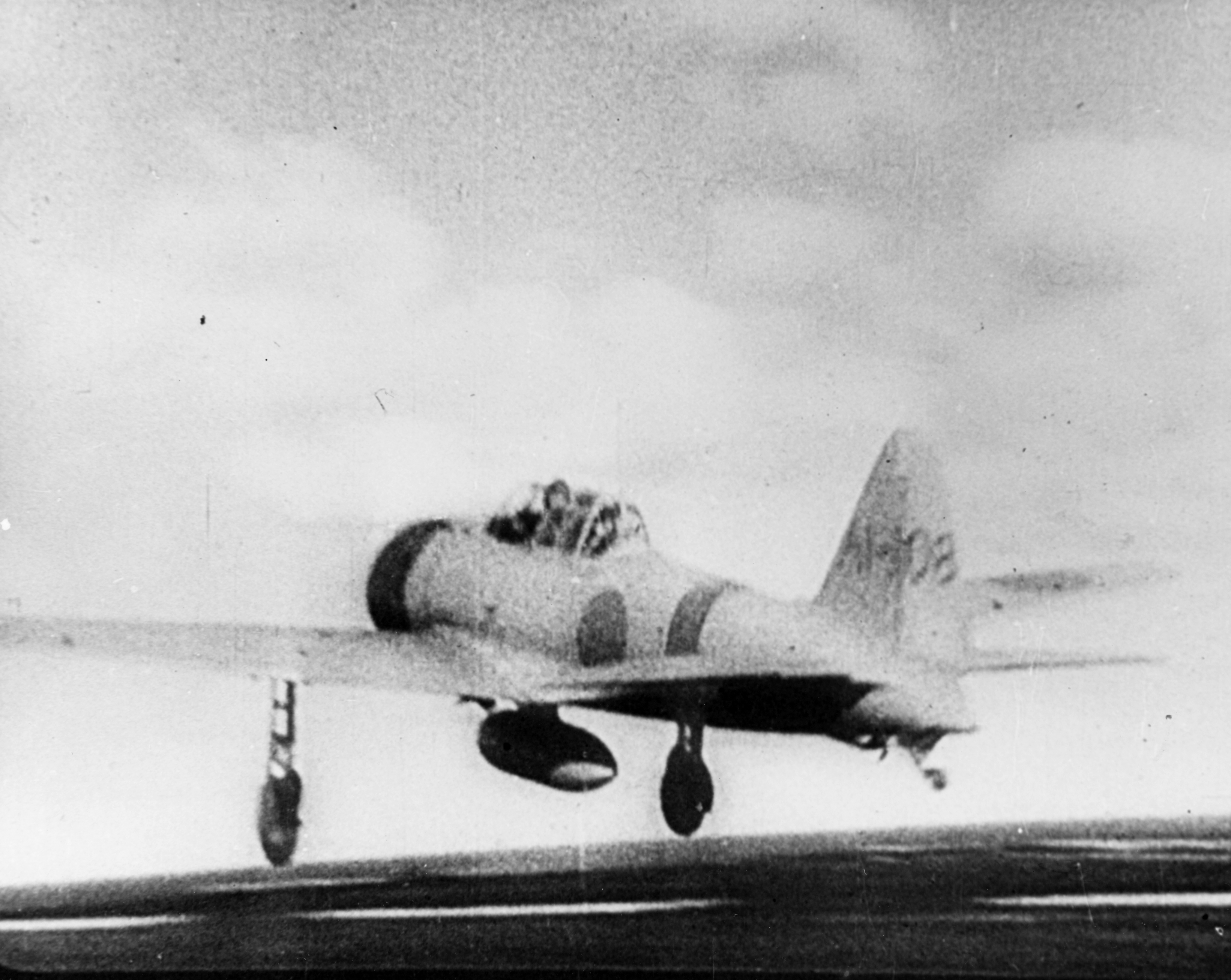
Mitsubishi A6M2 "Zero" Model 21 decolând de pe portavionul Akagi cu misiunea de atac asupra bazei Pearl Harbor.

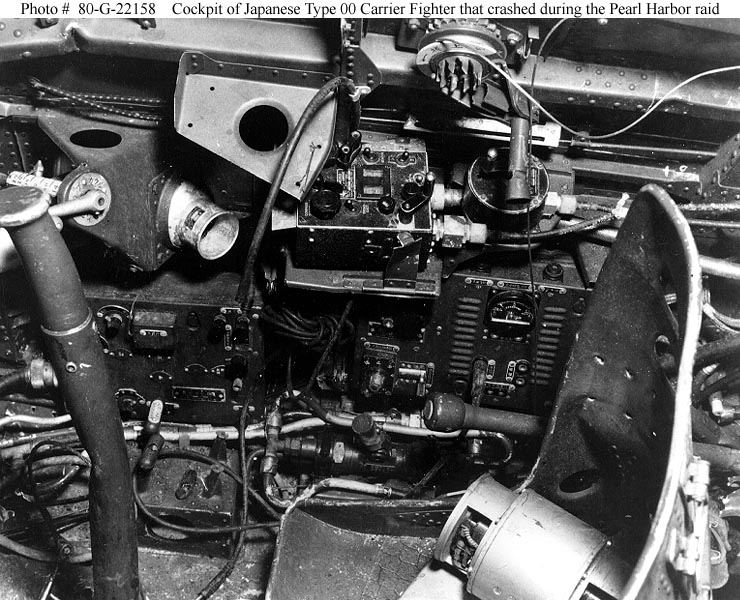
Consola de zbor din carlinga unui A6M2 avariat, prăbușit în timpul atacului de la Pearl Harbor în clădirea 52 a Fortului Kamehameha, Oahu, la 7 decembrie 1941. Pilotul, care a fost ucis, era Takeshi Hirano; pe coada avionului era inscripționat "AI-154".

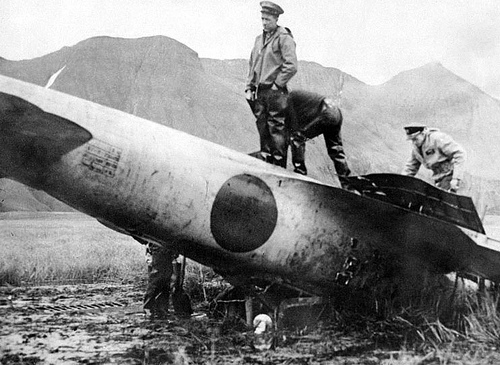
Akutan Zero, denumit astfel după numele insulei unde a fost capturat, primul avion Zero capturat intact de Aliați, inspectat de personalul militar al Statelor unite la 11 iulie 1942.

Primul Zero (din seria A6M2) a devenit operațional în 1940. La 13 septembrie 1940, avionul Zero marca prima victorie într-o confruntare aeriană când 13 avioane A6M2 comandate de locotenentul Saburo Shindo au atacat 27 avioane de producție sovietică Polikarpov I-15 și I-16 aparținând Forțelor Aeriene Naționale Chineze, doborându-le pe toate fără a înregistra vreo pierdere. Înainte de a fi redistribuite un an mai târziu, Zero-urile doborâseră 99 avioane chineze (266 conform altor surse).
În momentul atacului de la Pearl Harbor 420 de Zero-uri erau active în Pacific. Avionul Zero Model 21, dedicat decolării de pe portavioane, a fost tipul cel mai adesea întâlnit de trupele americane, și de cele mai multe ori mult mai departe de portavionul de care aparțineau datorită razei de acțiune de 2.600 km. Mulțumită combinației  dintre excelenta manevrabilitate și puterea de foc, Zero dispunea cu ușurință de colecția diversă de avioane trimisă împotriva sa de aviația aliată în Pacific in 1941, în timp ce raza sa uriașă de acțiune îi permitea să apară la distanță de frontul de operațiuni și să dea senzația comandamentului aliat că sunt de cîteva ori mai multe avioane decât erau în realitate. Zero și-a câștigat rapid o reputație de temut dar, în cele din urmă, avea să-și piardă gradual superioritatea aeriană în fața noilor tactici și avioane ale aliaților.
Asul japonez Saburo Sakai descrie modul în care capacitatea de rezistență a avioanelor de modele timpurii Grumman (supranumite Wildcat) a reprezentat un factor ce a prevenit ca Zero să obțină dominația totală:
„Aveam încredere deplină în abilitatea mea de a distruge avionul Grumman și am decis să termin avionul inamic folosind doar mitralierele de 7,7 mm. Am trecut tunurile de 20 mm în poziția "închis" și le-am oprit. Dintr-un motiv ciudat însă, chiar și după ce am epuizat aproape 5-600 de role de muniție țintind direct în Grumman, avionul nu se prăbușea, continua să zboare! Mi s-a parut foarte curios — nu mi se mai întâmplase până atunci — am redus distanța dintre cele două avioane până în situația în care mai că puteam ieși din carlingă și atinge Grumman-ul. Spre surpriza mea, atât cârma cât și coada avionului inamic erau sfâșiate teribil arătând ca o bucată veche de cârpă ruptă. Cu avionul în asemenea stare nu e de mirare că pilotul era incapabil să continue lupta dar un Zero dacă ar fi încasat atâtea gloanțe ar fi fost deja o minge de foc!.”
Proiectat pentru atac, avionul Zero a dat prioritate razei lungi de acțiune, manevrabilității și puterii de foc cu costul unei protecții infime - majoritatea modelelor nu aveau nici rezervoare auto-sigilante și nici armură - astfel că multe Zero-uri și mulți piloți piereau prea ușor în luptă. În timpul etapelor inițiale ale luptelor din Pacific, japonezii și-au instruit piloții mult mai energic și mai dur decât omologii lor din țările Alianței. Astfel, pierderile neașteptate și masive din Marea Coralilor și de la Midway au fost lovituri grele pentru Japonia, devenind foarte dificilă înlocuirea piloților căzuți cu alții la fel de experimentați.
Împotriva agilității neobișnuite a lui Zero, piloții forțelor aliate au decis ca cea mai potrivită tactică era să rămână în afara razei de acțiune a acestuia și evitarea confruntărilor directe care solicitau manevre, tehnică, picaje sau ascensiuni. Prin utilizarea vitezei, a rezistenței propriului avion si evitarea erorii de a încerca surclasarea Zero-ului, în cele din urmă era suficient ca un tun sau o mitralieră grea (de calibrul 50) să nimerească o singură dată pentru ca Zero-ul să devină o mare de flăcări. Această tactică denumită "boom-and-zoom" mai fusese folosită pe teatrul de operațiuni China Burma India (CBI) împotriva unor avioane similare, la fel de manevrabile și agile ale Armatei Japoneze, Nakajima Ki-27 și Ki-43, de către "Flying Tigers" (Tigrii Zburători) ai Grupului de Voluntari Americani (AVG). Piloții AVG fuseseră antrenați să exploateze la maximum avantajele avioanelor lor P-40: foarte robuste, înarmate puternic cu armament greu, relativ rapide în picaje și în luptele de la altitudine mică și cu un coeficient ridicat de rotații.
O altă manevră tactică importantă a fost cea dezvoltată de locotenent-comandorul John S. "Jimmy" Thach, asa-numitul "Val Thach" în care avioanele de vânătoare zburau în perechi la distanțe de 60 de metri unul de celălalt. Când un Zero se lansa asupra cozii (partea mai vulnerabilă) unuia cele două avioane se întorceau unul spre celălalt. Dacă avionul Zero își urma obiectivul inițial, prin viraj, intra într-o poziție care îl făcea vulnerabil la atacul celuilalt avion devenit escorta țintei. Această tactică a fost utilizată cu succes în Batalia din Marea Coralilor, cea de la Midway și deasupra Insulelor Solomon.
Armata americană a descoperit multe din atributele secrete care făceau din A6M un avion de vânătoare atât de performantdatorită recuperării lui Akutan Zero — un exemplar Zero aproape intact descoperit pe Akutan din Insulele Aleutine. Subofițerul Tadayoshi Koga pierdea combustibil și a încercat o aterizare forțată dar avionul său s-a răsturnat în pământul moale, pilotul decedând în urma rănilor de la cap. Avionul, relativ întreg, a fost încărcat pe un vas cu destinația North Air Station, North Island, San Diego. Testele intensive ulterioare asupra Zero-ului reparat au dezvăluit nu doar punctele forte ale lui A6M dar și slăbiciunile și deficiențele în proiectare și performanță.
Când puternicele P-38 Lightning, F6F Hellcat și F4U Corsair au apărut pe teatrul de operațiuni din Pacific, A6M cu motorul său slab și-a pierdut competitivitatea. În confruntările cu F6F sau F4U, singurul lucru pozitiv care se putea spune despre Zero era faptul că, în această etapa a războiului, el se găsea în mâinile unor piloti foarte experimentați a căror îndemânare duceau performanțele, manevrele și capacitatea de luptă la nivelul majoritații oponenților. Dar numărul aflat într-o continuă descreștere al piloților japonezi experimentați a devenit un factor semnificativ al succesului Aliaților în confruntările aeriene cu Zero-urile japoneze.
Cu toate acestea, în mâini experimentate avionul Zero reprezenta în continuare o arma mortală. Armata japoneză a găsit și o soluție extremă pentru lipsa de piloți experimentați, avioanele devenind instrumente pentru operațiunile kamikaze. Deși depășit la toate capitolele, problemele economice și tehnice întâmpinate de noile motoare proiectate, de schimbarea liniilor de producție și problemele cu modelele care trebuiau să constituie un succesor evoluat al lui Zero au făcut ca producția lui A6M să continue până în 1945, cu aproape 11.000 de exemplare produse în toate variantele disponibile.

## Variante

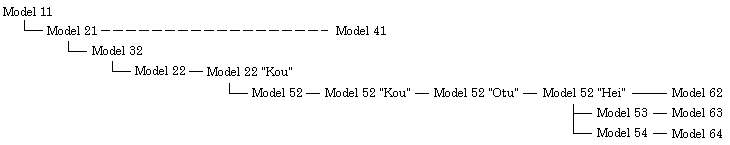
Schemă ierarhică a variantelor avionului de luptă A6M Zero

### A6M1, prototip Tip 0
Primul prototip A6M1 a fost finalizat în martie 1939 și era propulsat de un motor de 580 kW (780 cp) Mitsubishi Zuisei 13 și o elice cu doua lame. A zburat pentru prima dată la 1 aprilie și a trecut testele într-o perioadă de timp remarcabil de scurtă. Până în septembrie avionul era deja acceptat de Marina Militară sub denumirea de Avion de Vânătoare Ambarcat A6M1 de Tip 0, singura modificare notabilă fiind adoptarea elicei cu 3 lame în locul celei cu două pentru a rezolva problemele de vibrație excesivă.

### A6M2Tip 0 Model 11(零式艦上戦闘機一一型,Tip 0 Model 11?)
În timp ce Marina Militară testa primele două prototipuri, experții acesteia au sugerat ca al treilea să beneficieze de un motor Nakajima Sakae de 700 kW (940 cp). Mitsubishi avea propriul său motor de clasă asemănătoare, Kinsei, astfel ca au fost oarecum reticenți la sugestia de a utiliza modelul Sakae. Cu toate acestea, când primul zbor al lui A6M2 a fost încheiat în ianuarie , puterea în plus furnizată de Sakae a ămpins performanțele avionului dincolo de specificațiile originale.
Noua versiune era atât de promițătoare încât Marina avea deja 15 exemplare construite si îmbarcate pentru China înainte de a se fi încheiat toate testele. Ele au sosit în Manciuria în iulie 1940 iar primul a intrat într.o confruntare pentru prima dată deasupra Chungking în august. Aici s-au dovedit complet de neatins de avioanele Polikarpov I-16 și I-153s care fuseseră o problemă pantru anterioarele A5M. În una dintre confruntări, 13 Zero-uri au doborât 27 I-15 și I-16în doar trei minute fără a înregistra vreo pierdere. După primirea unui asemenea raport, Marina Militară a comandat intrarea în producție imediată a Avionului de Vânătoare Ambarcat Model 11. Rapoarte despre performanțele noilor Zero-uri japoneze au ajuns pe diferite căi și în tabăra americană dar majoritatea oficialilor militari le-au respins credibilitatea considerând imposibilă contrucția unui asemenea avion.

### A6M2Tip 0 Model 21(零式艦上戦闘機二一型,Tip 0 Model 21?)

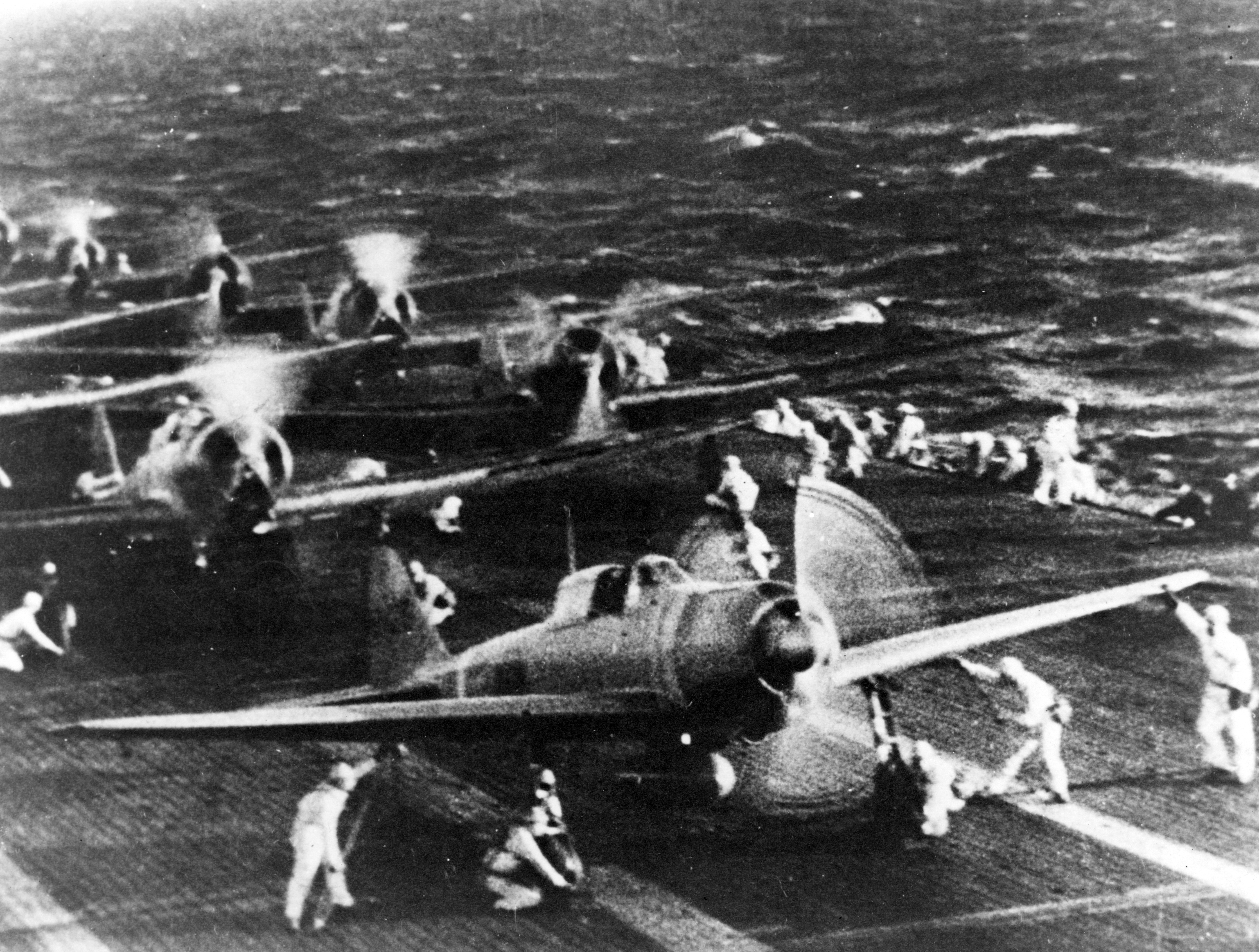
A6M2 "Zero" Model 21 pe portavionul Shokaku, 7 dec 1941, atacul de la Pearl Harbour.

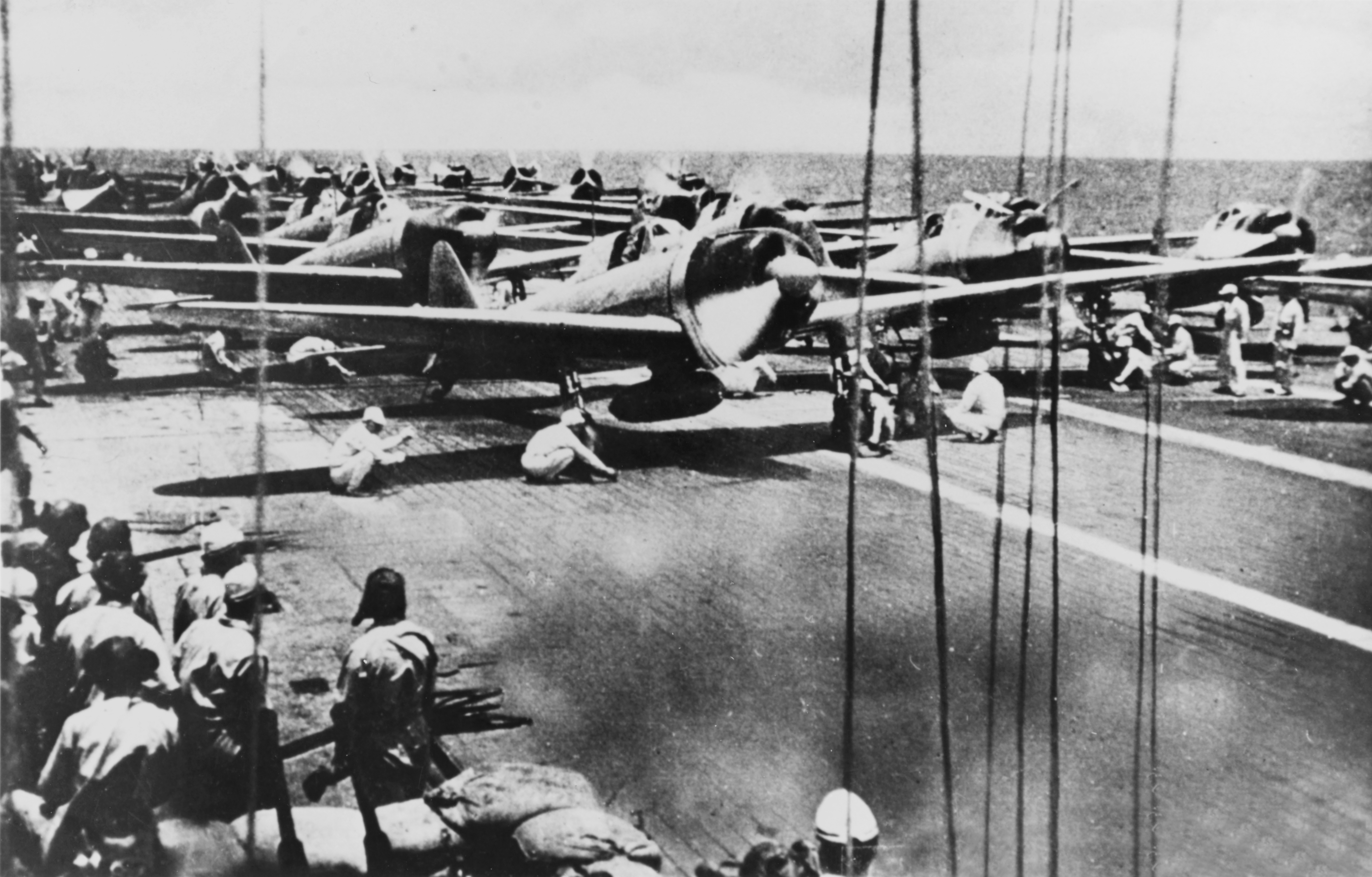
Mitsubishi A6M2 "Zero" Model 21 pe portavionul Shokaku, 26 October 1942, Batălia din Insulele Santa Cruz

După livrarea a numai 65 de avioane până în noiembrie 1940, o schimbare majoră a fost elaborată și implementată în liniile de producție: aripile avioanelor puteau fi pliate pentru a se potrivi spațiului portavioanelor. A rezultat Modelul 21, una dintre variantele cu cele mai multe exemplare produse în fazele timpurii ale războiului. Când s-a operat schimbarea spre un alt model, 740 de avioane de model 21 fuseseră construite de Mitsubishi și alte 800 de Nakajima. Alte doua versiuni ale modelului 21 au fost construite într-un număr mai mic, Nakajima a construit A6M2-N "Rufe" - un hidroavion bazat pe modelul 11 căruia i s-a modificat ușor coada - iar Hitachi și Arsenalul Aero-Naval Sasebo au produs un total de 580 de A6M2-K, un avion de antrenament cu două locuri.

### A6M3Tip 0 Model 32(零式艦上戦闘機三二型,Tip 0 Model 32?)

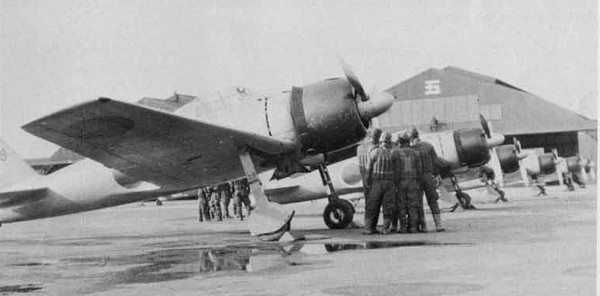
A6M3 Model 32.

La sfârșitul anului 1941, Nakajima a introdus Sakae 21, un motor care utiliza un turbocompresor cu două viteze pentru a crește performanțele în altitudine, sporind puterea la 840 kW (1.130 cp). Planurile prevedeau introducerea noului motor în construcția Zero-urilor cât mai curând posibil.
Noul motor Sakae era însă ceva mai greu și mai lung din cauza turbocompresorului ceea ce muta centrul de greutate prea în față raportat la cadrul pe care era construit avionul. Pentru a corecta problemele cauzate de montarea motorului s-au tăiat 20 de cm mutându-se motorul spre cabina de pilotaj. Efectul secundar a fost reducerea dimensiunilor rezervorului principal de combustibil (amplasat în spatele motorului) de la  518 litri la 470 litri.
Singura altă modificare majoră s-a adus aripilor care au fost simplificate prin înlăturarea tehnicii de pliere specifice modelului 21. Această schimbare a fost suficient de vizibilă încât să determine desemnarea rapidă a unui nou cod, "Hap", de către armata americană, cod schimbat "Hamp" la obiecțiile comandantului USAAF(United States Army Air Forces) generalul Henry "Hap" Arnold. Curând după aceea s-a realizat că nu era decât un nou model de "Zeke". Aripile conțineau acum spații mai largi pentru muniție permițând capacitatea a 100 de bucăți pentru fiecare din cele două tunuri de 20 mm.
Schimbările asupra aripilor au avut efecte mai mari asupra performanțelor decât se previzionase. Dimensiunile reduse au condus spre un coeficient de rotație sporit iar portanța mai mică a permis vitezei în picaj să atingă 670 km/h (420 mph. Pe de altă parte, manevrabilitatea a scăzut iar raza de acțiune de asemenea, grație reducerii dimensiunilor rezervorului. Piloții s-au plâns pentru ambele probleme. Raza de acțiune mai scurtă s-a dovedit o limitare semnificativă în timpul campaniei din Insulele Solomon din 1942.
Primul exemplar Model 32 a fost livrat la începutul lunii aprilie 1942 dar a rămas puțin timp în liniile de poducție construindu-se numai 343 de bucăți.

### A6M3Tip 0 Model 22(零式艦上戦闘機二二型,Tip 0 Model 22?)
Pentru a corecta deficiențele modelului 32 a fost proiectată o noua versiune bazată pe modelul aripilor pliabile ale modelului 21, cu inovația montării rezervoarelor de combustibil în aripi și atașarea rezervoarelor detașabile de 330 litri sub fiecare aripă. Grație noilor imbunătățiri capacitatea creștea la 570 litri iar avionul recăpăta raza de acțiune pierdută în versiunea anterioară.
Pentru ca sașiul modificat al modelului 32 a fost abandonat iar motorul a rămas același, versiunea a fost desemnată Model 22 de către Marina Militară, în vreme ce Mitsubishi l-a numit A6M3a. Producția sa de uzină a inceput în decembrie și 560 de exemplare au fost produse. Pentru evaluare Mitsubishi a construit și câteva exemplare înarmate cu tunuri tip 5 de 30 mm, avioane denumite A6M3b (model 22b).

### A6M4Tip 0 Model 41(零式艦上戦闘機四一型,Tip 0 Model 41?)
Denumirea A6M4 a fost aplicată pentru două versiuni A6M2 cărora li s-a adăugat un motor Sakae dotat cu un turbocompresor al cărui scop era atingerea unor altitudini ridicate. Proiectul, modificările și testele acestor două prototipuri au devenit responsabilitatea Primului Primului Arsenal Tehnic Aero-Naval (第一海軍航空廠?) de la Yokosuka și s-au desfășurat în 1943. Lipsa aliajelor adecvate pentru fabricarea turbocompresoarelor a cauzat ruperea frecventă a conductelor acestora rezultând incendii, performanțe reduse și lipsă de anduranță. În consecință, dezvoltarea ulterioară a lui A6M4 a fost anulată dar programul a constituit o experiență utilă furnizând detalii și informații utile pentru proiectele avioanelor ulterioare; construcția mult mai convenționalului A6M5 a fost accelerată sub supervizarea celor de la Mitsubishi.

### A6M5Tip 0 Model 52(零式艦上戦闘機五二型,Tip 0 Model 52?)

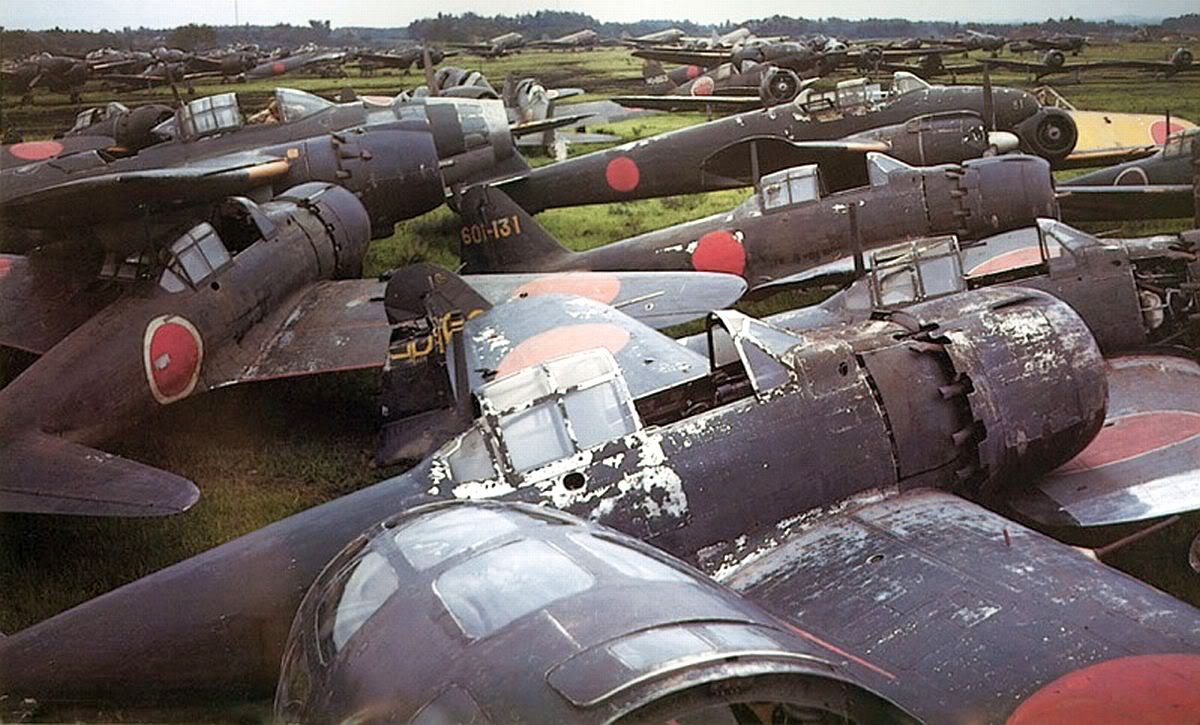
Avioane Mitsubishi A6M5 Model 52 abandonate de japonezi la sfîrșitul războiului la baza aero-navală Atsugi și capturate de forțele Statelor Unite

Considerat varianta cea mai eficientă, modelul 52 a fost dezvoltat pentru a face față puternicelor avioane americane Hellcat și Corsair, superioare in principal datorită puterii motorului și armamentului. Varianta era o îmbunătățire modestă a lui A6M3 Model 22, fără aripi pliabile și cu aripi subțiate prin reducerea grosimii materialului permițând astfel viteze mai mari în picaj, la care s-a adaugat un sistem de eșapament imbunătățit. Se utilizau patru sisteme de evacuare proiectate de-a lungul fuselajului, arhitectură ce oferea o forță de împingere crescută. Noul sistem de eșaăament a necesitat modificarea flapsurilor prin adăugarea de plăci mici, "crestate", care au fost nituite de fuselaj. Alte două țevi de evacuare mai mici ieșeau prin două lambouri sub fiecare aripă, foarte aproape de capătul acestora. Sa recăpătat coeficientul de rotație ridicat al modelului A6M3.
Sub-variantele au inclus:

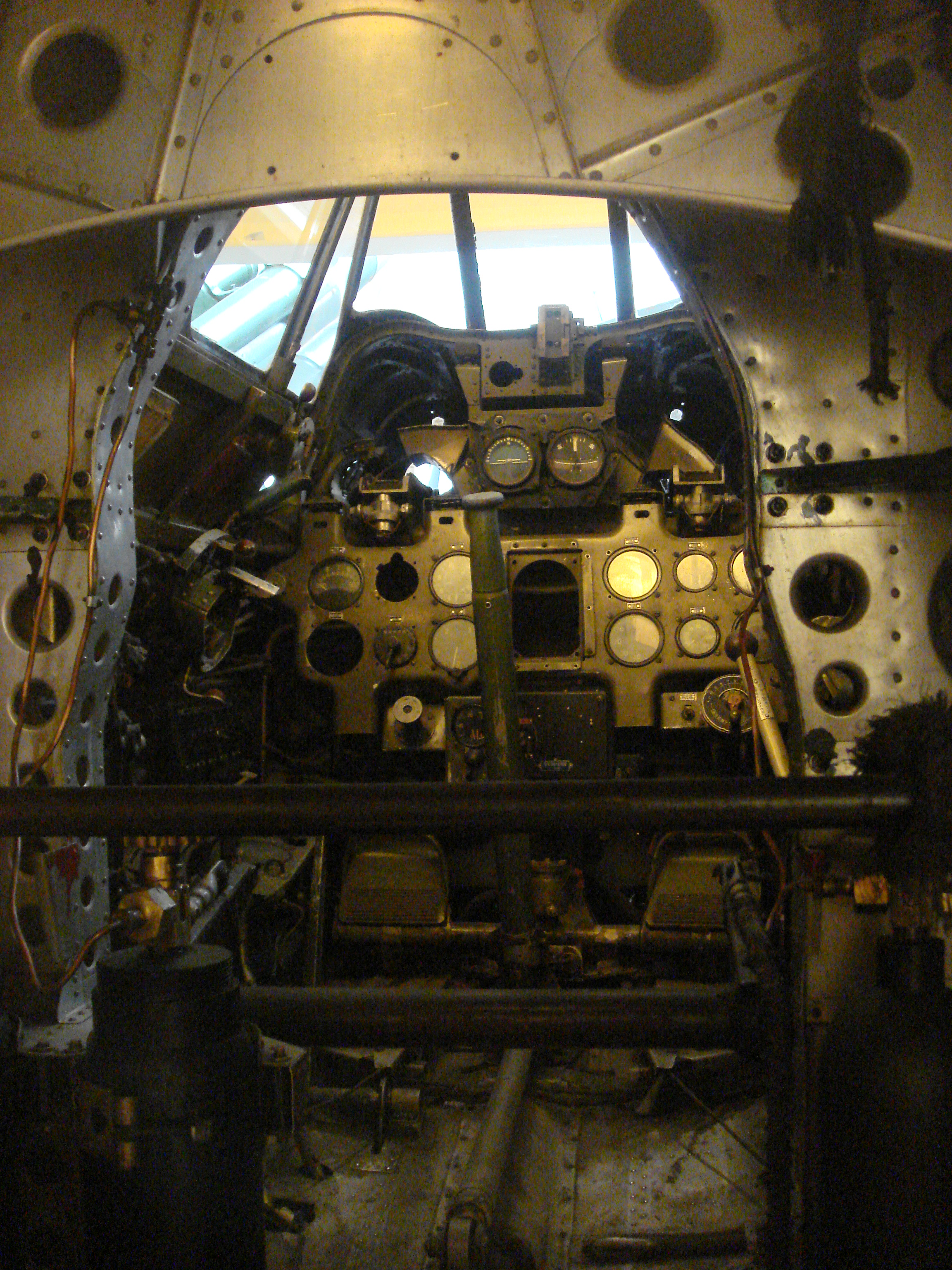
Cockpitul unui A6M5 Zero aflat la Muzeul Imperial de Război

- "A6M5a Model 52a «Kou»," cu introducerea tunului Tip 99-II care dispunea de o centură Mk 4 de alimentare cu muniție în locul tamburului Mk 3 (100 role per armă), permițând o capacitate sporită de muniție (125 rpa)
- "A6M5b Model 52b «Otsu»," cu geamul de protecție beneficiind de armură, un extinctor pentru rezervorul de combustibil iar mitraliera 7,7 mm de Tip 97 (750 m/s la gura țevii și 600 m rază de acțiune) din stânga a fost înlocuită cu o variantă derivată din Browning de 13,2 mm Tip 3 (790 m/s la gura țevii și 900 m rază) cu 240 benzi de muniție. Armele mai mari au necesitat o deschidere mai largă a capotei avionul căpătând o formă asimetrică la nivelul cuștilor armamentului.
- "A6M5c Model 52c «Hei»" cu geamul cabinei cu un blindaj mai bun (5,5 cm) precum și în spatele scaunului pilotului. Grosimea materialului aripilor a fost redus și mai mult pentru un plus de viteză în picaje. Această versiune a venit de asemenea cu modificări în privința armamentului, trei mitraliere de 13,2 mm fiind amplasate (una pe fuselajul frontal și doua în aripi, armele beneficiind de 800 rpm), două tunuri tip 99-II de 20 mm și un rezervor adițional de 367 l, adesea inlocuit de o bombă de 250 de kg.

A6M5 avea o viteză maximă de 540 km/h și atingea altitudinea de 8.000 m în nouă minute și 57 de secunde. Alte variante erau avionul de vânătoare de noapte A6M5d-S (modificat pentru misiuni de combat nocturne, înarmat cu un tun de 20 mm Tip 99 înclinat cu spatele spre carlinga pilotului) și A6M5-K "Zero-Reisen" (model l22), un avion de antrenament cu două locuri, de asemenea fabricat de Mitsubishi.

### A6M6cTip 0 Model 53c(零式艦上戦闘機五三型丙,Tip 0 Model 53c?)
Acesta era similar lui A6M5c dar folosea tehnica rezervoarelor de combustibil auto-sigilante precum și motorul Nakajima Sakae 31a care utiliza un amestec de apă și metanol pentru propulsie.

### A6M7Tip 0 Model 63(零式艦上戦闘機六三型,Tip 0 Model 63?)
Similar lui A6M6 dar construit pentru scopuri de atac sau misiuni kamikaze.

### A6M8Tip 0 Model 64(零式艦上戦闘機六四型,Tip 0 Model 64?)
Și acesta era asemănător lui A6M6 dar s-a operat înlocuirea motorului Sakae (ieșit din producție) cu Mitsubishi Kinsei de 1.560 cp (1.164 kW), cu 60% mai puternic decât cel de pe A6M2. Această schimbare s-a reflectat într-o modificare radicală a carcasei și a botului avionului. Aportul carburatorului era mult mai mare; a fost adăugată o conductă lungă precum cea de pe Nakajima B6N Tenzan precum și o caserolă de elice mai mare — precum cea de pe Yokosuka D4Y Suisei cu motor Kinsei 62. Carcasa mai mare a obligat la eliminarea mitralierei de pe fuselajul frontal dar armamentul a rămas în rest neschimbat față de modelul 52 Hei (două tunuri de 20 și două mitraliere de 13 mm). Suplimentar, modelul 64 a fost modificat să susțină două rezervoare detașabile de doar 150 l pentru a permite montarea unei bombe de 250 kg sub fuselaj. Două prototipuri au fost finalizate în aprilie 1945 dar situația haotică a industriei și economiei japoneze de la sfîrșitul războiului au împiedicat ambițiosul program care prevedea construcția a 6.300 de aparate, nici măcar unul nefiind finalizat.

## Operatori
Operatori primari
 Japonia
- Serviciul Aeronaval al Marinei Imperiale Japoneze

 Thailanda
- Forțele Regale Aeriene Thailandeze

Operatori secundari.
Avioane capturate, testate și utilizate în timpul sau după cel de-al Doilea Război Mondial
 Republica Chineză
- Forțele Aeriene ale Republicii China

 Franța
- Armée de l'Air

 Indonezia
- Forțele Aeriene Indoneziene

 Regatul Unit
- Royal Air Force

 Statele Unite ale Americii
- United States Army Air Forces

Surse.

## Supraviețuitori

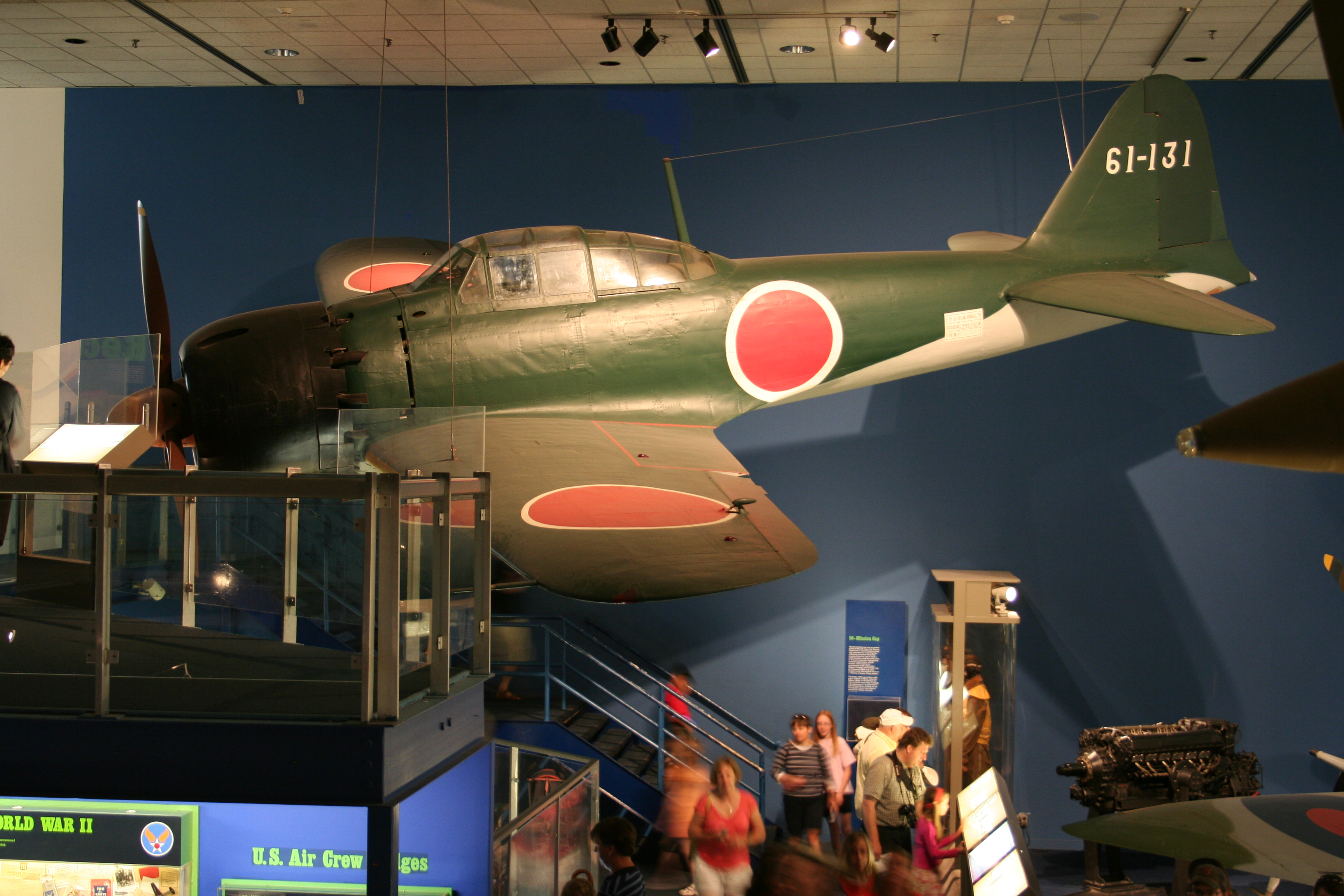
Exponat de la Muzeul Național al Aerului și Spațiului.

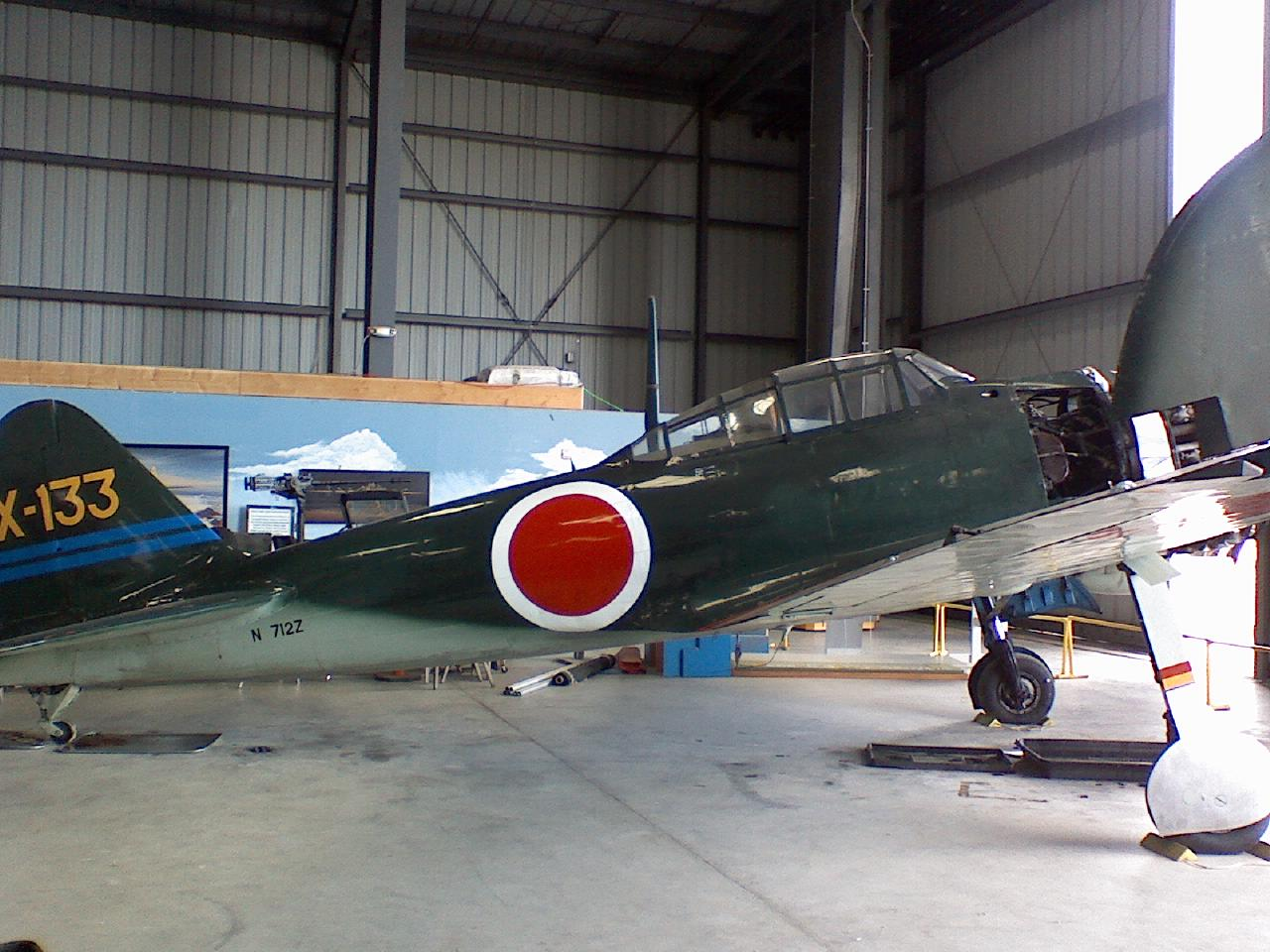
A6M3 Model 22, NX712Z la Camarillo Airport Museum, utilizat în filmul Pearl Harbor

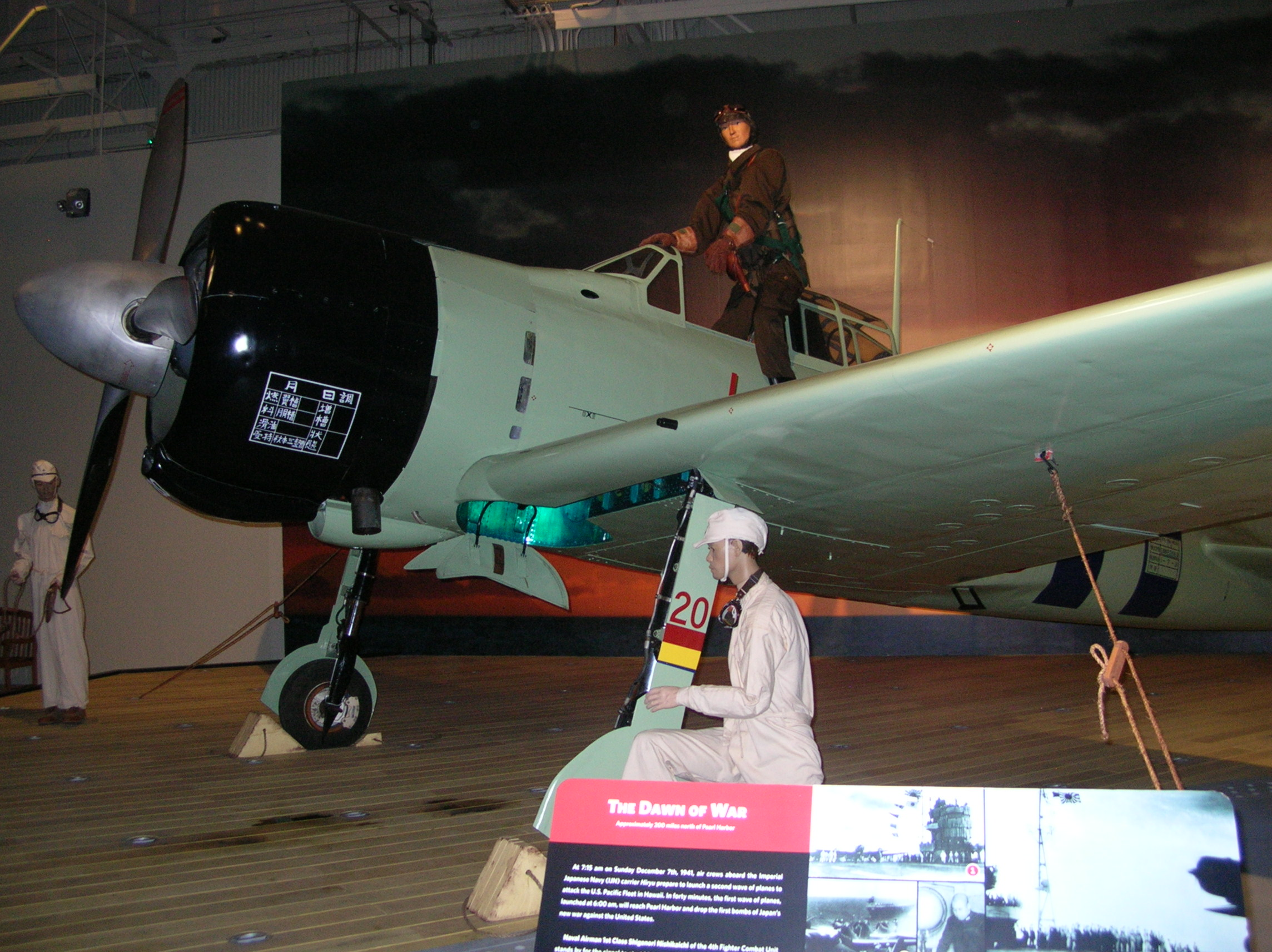
Avion A6M2 Model 21 expus la Pacific Aviation Museum, Pearl Harbor

Câteva avioane de vânătoare Zero au supraviețuit războiului și sunt expuse în Japonia (în Aichi, Muzeul de Știință din Tokio, Hiroshima, Hamamatsu, MCAS Iwakuni și Shizuoka), China (în Beijing), Statele Unite (la Muzeul Național al Aerului și Spațiului, Muzeul Național al Forțelor Aeriene ale Statelor Unite, Muzeul Național de Aviație Navală, Pacific Aviation Museum, Muzeul Aerului și Spațiului din San Diego) și în Regatul Unit (Duxford) precum și la Auckland War Memorial Museum din Noua Zeelandă. Un model A6M2-21 restaurat (V-173 primit ca epavă și ulterior descoperindu-se ca fiind cel pilotat de Saburo Sakai la Lae) este expus la Australian War Memorial din Canberra.
Mai există un număr de carcase originale de avioane Zero cărora li s-au înlocuit motoarele cu modele similare americane; doar unul, avionul de la Fame Museum care are inscripționat pe coadă numărul "61-120", are un motor original Sakae, și cum poate fi admirat în demonstrații aeriene. Deși nu un supraviețuitor în deplinătatea termenului, "Blayd" Zero este o reconstrucție bazată pe componentele unui Zero original recuperate din Pacificul de Sud. Pentru a putea fi considerat o  "restaurare", constructorii au utilizat și o mică parte din trenul de aterizare la reconstrucție.. În prezent (2010) avionul se află expus la Muzeul Farago din Fargo, North Dakota.
Raritatea unor exemplare Zero capabile de zbor au determinat modificarea exteriorului unui avion cu un singur loc T-6 Texan și vopsirea acestuia în semnele și culorile specifice japoneze pentru a reda avionul de vânătoare Zero în filmele Tora! Tora! Tora!, The Final Countdown și altele. Un singur Zero Model 52 original a fost utilizat pentru producția filmului Pearl Harbor.

## Specificații tehnice
Specificații tehnice pentru A6M2 Tip 0 Model 21
Sursa datelor:en The Great Book of Fighters.
Caracteristici generale
- echipaj - 1
- anvergura aripilor - 12 m
- înălțime - 3,05 m
- suprafață portantă - 22.44 m²
- greutate gol - 1.680 kg
- greutate încărcat - 2.410 kg
- raport aspect - 6:4

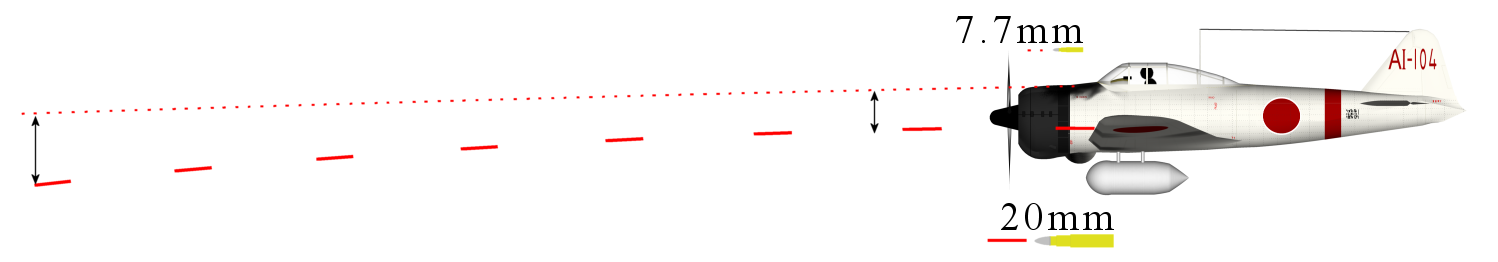
Divergența de traiectorii între proiectilele armelor de 7,7 mm respectiv 20 mm

- motoare - 1× Nakajima Sakae 12, motor radial, 709 kW (950 cp)

Performanțe
- viteză maximă de bază - 533 km/h
- altitudinea optimă pentru viteza maximă - 4.550 m
- viteza maximă atinsă vreodată - 660 km/h
- rata de ascensiune - 15,7 m/s
- rază de acțiune - 3.105 km
- raport de încărcare - 107,4 kg/m²
- raport putere/masă=294 W/kg

Armament
- bombe
  - 2× 60 kg sau
  - 1× 250 kg pentru atacuri kamikaze
- arme
  - 2× 7,7 mm mitraliere Tip 97 în carcasa motorului, cu 500 benzi de muniție per armă.
  - 2× 20 mm tunuri Tip 99 în aripi, cu 60 benzi per armă.